# Seznam českých šlechtických rodů, D
Tento seznam obsahuje výčet šlechtických rodů, které byly v minulosti spjaty s Českým královstvím Podmínkou uvedení je držba majetku, která byla v minulosti jedním z hlavních atributů šlechty, případně, zejména u šlechty novodobé, jejich služby ve státní správě na území Českého království či podnikatelské aktivity. Platí rovněž, že u šlechty, která nedržela konkrétní nemovitý majetek, jsou uvedeny celé rody, tj. rodiny, které na daném území žily alespoň po dvě generace, nejsou tudíž zahrnuti a počítáni za domácí šlechtu jednotlivci, kteří zde vykonávali pouze určité funkce (politické, vojenské apod.) po přechodnou či krátkou dobu. Nejsou rovněž zahrnuti církevní hodnostáři z řad šlechty, kteří pocházeli ze šlechtických rodů z jiných zemí.

## D
- Dačičtí z Heslova
- Dalbergové[1]
- Daňkové z Esse[2]
- Dašičtí z Barchova[3]
- Daudlebští ze Sternecku[4]
- Daunové[3]
- z Deblína[3]
- Dercsényiové de Dercsény[1]
- Desfoursové (Desfours-Walderode)
- Děvečkové z Herštejna[5]
- Deymové ze Stříteže
- Ditrichštejnové (Dietrichsteinové)
- Dlouhoveští z Dlouhé Vsi[1]
- Dobranovští z Dobranova[3]
- Dobrohostové z Hostouně[3]
- z Dobrušky a Opočna[6]
- Dobřenští z Dobřenic
- Dohalští z Dohalic
- z Dolan[3]
- z Donína
- Doupovcové z Doupova
- Drascheové von Wartinberg[1]
- z Dražic
- Drslavicové
- Dubanští z Duban[3]
- z Dubé (Benešovici)
- z Dubé (Ronovici)
- Dubští z Třebomyslic
- Dubští z Vitiněvsi[3]
- Dunovští z Dunovic
- Dvořakové z Boru[7]
- z Dvorce/Dvojic/Dwoygicz[8]

- Dvořečtí z Olbramovic